# Eleição para governador da Dakota do Norte em 2012
A eleição para governador do estado americano de Dakota do Norte foi realizada em 6 de novembro de 2012 em simultâneo com as eleições para a câmara dos representantes, para o senado, para alguns governos estaduais e para o presidente da república. O governador Jack Dalrymple foi reeleito com mais de 60% dos votos.

## Resultados
|  | Republicano | Jack Dalrymple | 200.525 | 63,10% |
|  | Democrata   | Ryan Taylor    | 109.048 | 34,31% |
|  | Total:      | Total:         | 316.603 | 100%   |